# Skibob-Weltmeisterschaften 2013
Die 35. Skibob-Weltmeisterschaften fanden von 27. Februar bis 2. März 2013 in Bad Hofgastein im österreichischen Bundesland Salzburg statt. Ausgetragen wurden die Disziplinen Super-G, Riesenslalom und Slalom. Medaillen wurden außerdem in der Kombinationswertung vergeben. Für die Organisation zeichnete der Wintersportverein (WSV) Bad Hofgastein verantwortlich. Die Gemeinde im Gasteinertal war nach 1967 zum zweiten Mal Austragungsort von Skibob-Weltmeisterschaften.

## Teilnehmer
Teilnehmerländer und Anzahl der Starter in Klammern:
| Europa (10 Länder)                                                                | Europa (10 Länder)                                                                        | Europa (10 Länder) |
| --------------------------------------------------------------------------------- | ----------------------------------------------------------------------------------------- | ------------------ |
| - Deutschland (8) - Frankreich (1) - Irland (1) - Luxemburg (1) - Österreich (61) | - Polen (9) - Schottland (1) - Schweiz (5) - Tschechien (21) - Vereinigtes Königreich (3) |                    |
| Amerika (1 Land)                                                                  |                                                                                           |                    |
| - Brasilien (2)                                                                   |                                                                                           |                    |

## Medaillenspiegel
Berücksichtigt sind nur die Rennen in der allgemeinen Klasse.
| Platz | Land       |   |   |   |    |
| ----- | ---------- | - | - | - | -- |
| 1     | Tschechien | 7 | 2 | 3 | 12 |
| 2     | Österreich | 1 | 6 | 5 | 12 |

## Herren

### Super-G
| Platz | Land | Sportler               | Zeit (min) |
| ----- | ---- | ---------------------- | ---------- |
| 01    | CZE  | Pavel Čiháček          | 0:51,91    |
| 02    | AUT  | Gerhard Hauer          | 0:52,36    |
| 03    | AUT  | Martin Gutjahr         | 0:52,51    |
| 04    | AUT  | Gerfried Seeber        | 0:52,74    |
| 05    | AUT  | Christian Ablinger     | 0:52,79    |
| 06    | AUT  | Markus Achleitner      | 0:52,96    |
| 07    | CZE  | Jan Fedorko            | 0:53,07    |
| 08    | CZE  | Aleš Housa             | 0:53,82    |
| 09    | SUI  | Christian Tschümperlin | 0:54,30    |
| 10    | CZE  | Martin Křížka          | 0:54,32    |

Datum: 28. Februar, 10:00 Uhr

Strecke: Hatzingalm

Starthöhe: 2070 m, Zielhöhe: 1760 m

Höhenunterschied: 310 m, Länge: 1200 m

Kurssetzer: Bernd Zobel (AUT), 24 Tore
23 Sportler am Start, davon 15 klassiert

Disqualifiziert: Urs Tschümperlin (SUI)
Titelverteidiger:  Pavel Čiháček

### Riesenslalom
| Platz | Land | Sportler           | Zeit (min) |
| ----- | ---- | ------------------ | ---------- |
| 01    | CZE  | Pavel Čiháček      | 1:25,59    |
| 02    | AUT  | Markus Moser       | 1:26,40    |
| 03    | AUT  | Markus Achleitner  | 1:26,63    |
| 04    | AUT  | Martin Gutjahr     | 1:26,94    |
| 05    | AUT  | Gerhard Hauer      | 1:26,98    |
| 06    | AUT  | Christian Ablinger | 1:27,64    |
| 07    | CZE  | Aleš Housa         | 1:28,63    |
| 08    | AUT  | Gerfried Seeber    | 1:29,65    |
| 09    | AUT  | Emanuel Weidinger  | 1:30,03    |
| 10    | POL  | Zbigniew Czapla    | 1:30,49    |

Datum: 1. März, 10:00 Uhr bzw. 13:00 Uhr

Strecke: Hatzingalm

Starthöhe: 2005 m, Zielhöhe: 1760 m

Höhenunterschied: 245 m, Länge: 1080 m

Kurssetzer 1. Durchgang: Roland Schafflinger (AUT), 26 Tore

Kurssetzer 2. Durchgang: Willy Hediger und Rolf Ries (SUI), 26 Tore
21 Sportler am Start, davon 16 klassiert

Titelverteidiger:  Pavel Čiháček

### Slalom
| Platz | Land | Sportler           | Zeit (min) |
| ----- | ---- | ------------------ | ---------- |
| 01    | AUT  | Gerhard Hauer      | 1:37,85    |
| 02    | AUT  | Markus Moser       | 1:38,93    |
| 03    | CZE  | Pavel Čiháček      | 1:39,21    |
| 04    | AUT  | Christian Ablinger | 1:39,25    |
| 05    | AUT  | Martin Gutjahr     | 1:40,09    |
| 06    | AUT  | Markus Achleitner  | 1:40,19    |
| 07    | CZE  | Aleš Housa         | 1:41,20    |
| 08    | SUI  | Urs Tschümperlin   | 1:44,08    |
| 09    | CZE  | Martin Křížka      | 1:44,59    |
| 10    | AUT  | Emanuel Weidinger  | 1:46,04    |

Datum: 2. März, 10:00 Uhr bzw. 13:00 Uhr

Strecke: Hatzingalm

Starthöhe: 1955 m, Zielhöhe: 1760 m

Höhenunterschied: 195 m, Länge: 1200 m

Kurssetzer 1. Durchgang: Roland Schafflinger (AUT), 39 Tore

Kurssetzer 2. Durchgang: Bernd Zobel (AUT)
21 Sportler am Start, davon 15 klassiert

Titelverteidiger:  Gerhard Hauer

### Kombination
| Platz | Land | Sportler           | Zeit (min) |
| ----- | ---- | ------------------ | ---------- |
| 01    | CZE  | Pavel Čiháček      | 3:56,71    |
| 02    | AUT  | Gerhard Hauer      | 3:57,19    |
| 03    | AUT  | Martin Gutjahr     | 3:59,54    |
| 04    | AUT  | Christian Ablinger | 3:59,68    |
| 05    | AUT  | Markus Achleitner  | 3:59,78    |
| 06    | CZE  | Aleš Housa         | 4:03,65    |
| 07    | AUT  | Emanuel Weidinger  | 4:12,12    |
| 08    | POL  | Zbigniew Czapla    | 4:13,12    |
| 09    | AUT  | Gerfried Seeber    | 4:14,88    |
| 10    | GER  | Maximilian Ferling | 5:04,17    |

Das Ergebnis der Kombination setzt sich aus den addierten Zeiten von Super-G, Riesenslalom und Slalom zusammen.

10 Sportler klassiert
Titelverteidiger:  Pavel Čiháček

## Damen

### Super-G
| Platz | Land | Sportler          | Zeit (min) |
| ----- | ---- | ----------------- | ---------- |
| 01    | CZE  | Alena Housová     | 0:53,37    |
| 02    | CZE  | Klára Hofmanová   | 0:54,17    |
| 03    | AUT  | Lisa Zaff         | 0:54,73    |
| 04    | AUT  | Claudia Hartl     | 0:54,89    |
| 05    | AUT  | Iris Lienhard     | 0:55,04    |
| 06    | AUT  | Kerstin Zoister   | 0:55,41    |
| 07    | POL  | Sylwia Kawik      | 0:56,88    |
| 08    | AUT  | Nina Leberbauer   | 0:57,84    |
| 09    | CZE  | Karolina Podraska | 0:58,62    |
| 10    | POL  | Wioletta Pachula  | 1:01,53    |

Datum: 28. Februar, 10:00 Uhr

Strecke: Hatzingalm

Starthöhe: 2070 m, Zielhöhe: 1760 m

Höhenunterschied: 310 m, Länge: 1200 m

Kurssetzer: Bernd Zobel (AUT), 24 Tore
12 Sportlerinnen am Start, davon 11 klassiert

Ausgeschieden: Stanislava Preclíková (CZE)
Titelverteidigerin:  Kerstin Zoister

### Riesenslalom
| Platz | Land | Sportler              | Zeit (min) |
| ----- | ---- | --------------------- | ---------- |
| 01    | CZE  | Alena Housová         | 1:30,07    |
| 02    | AUT  | Lisa Zaff             | 1:30,28    |
| 03    | CZE  | Klára Hofmanová       | 1:31,40    |
| 04    | AUT  | Iris Lienhard         | 1:32,17    |
| 05    | AUT  | Claudia Hartl         | 1:33,65    |
| 06    | CZE  | Stanislava Preclíková | 1:34,00    |
| 07    | CZE  | Karolina Podraska     | 1:37,42    |
| 08    | POL  | Agata Hołomek         | 1:43,67    |
| 09    | AUT  | Nina Leberbauer       | 1:45,10    |

Datum: 1. März, 10:00 Uhr bzw. 13:00 Uhr

Strecke: Hatzingalm

Starthöhe: 2005 m, Zielhöhe: 1760 m

Höhenunterschied: 245 m, Länge: 1080 m

Kurssetzer 1. Durchgang: Roland Schafflinger (AUT), 26 Tore

Kurssetzer 2. Durchgang: Willy Hediger und Rolf Ries (SUI), 26 Tore
12 Sportlerinnen am Start, davon 9 klassiert
Titelverteidigerin:  Alena Housová

### Slalom
| Platz | Land | Sportler          | Zeit (min) |
| ----- | ---- | ----------------- | ---------- |
| 01    | CZE  | Alena Housová     | 1:41,65    |
| 02    | AUT  | Iris Lienhard     | 1:42,75    |
| 03    | CZE  | Klára Hofmanová   | 1:44,06    |
| 04    | CZE  | Karolina Podraska | 1:51,20    |
| 05    | AUT  | Nina Leberbauer   | 1:51,28    |
| 06    | POL  | Sylwia Kawik      | 1:53,77    |
| 07    | POL  | Wioletta Pachula  | 1:58,90    |
| 08    | POL  | Agata Hołomek     | 2:00,19    |

Datum: 2. März, 10:00 Uhr bzw. 13:00 Uhr

Strecke: Hatzingalm

Starthöhe: 1955 m, Zielhöhe: 1760 m

Höhenunterschied: 195 m, Länge: 1200 m

Kurssetzer 1. Durchgang: Roland Schafflinger (AUT), 39 Tore

Kurssetzer 2. Durchgang: Bernd Zobel (AUT)
12 Sportlerinnen am Start, davon 8 klassiert

Ausgeschieden: Claudia Hartl (AUT), Stanislava Preclíková (CZE)
Titelverteidigerin:  Alena Housová

### Kombination
| Platz | Land | Sportler          | Zeit (min) |
| ----- | ---- | ----------------- | ---------- |
| 01    | CZE  | Alena Housová     | 4:05,09    |
| 02    | CZE  | Klára Hofmanová   | 4:09,63    |
| 03    | AUT  | Iris Lienhard     | 4:09,96    |
| 04    | CZE  | Karolina Podraska | 4:27,24    |
| 05    | AUT  | Nina Leberbauer   | 4:34,22    |
| 06    | POL  | Agata Hołomek     | 4:47,42    |

Das Ergebnis der Kombination setzt sich aus den addierten Zeiten von Super-G, Riesenslalom und Slalom zusammen.

6 Sportlerinnen klassiert
Titelverteidigerin:  Alena Housová

## Altersklassen
Neben den Herren- und Damenrennen in der allgemeinen Klasse wurden in allen Disziplinen auch die Weltmeister in den Altersklassen Schüler 1 (nur männlich), Schüler 2, Jugend, AK 1 (alle männlich und weiblich), AK 2 (nur männlich), AK 3 (männlich und weiblich) und AK 4 (nur männlich) ermittelt.